# Filosofía africana
La filosofía africana es el discurso filosófico producido por los sistemas de pensamiento de África. Se pueden encontrar desarrollos de la filosofía africana en diversos campos de la filosofía contemporánea, como en metafísica, epistemología, ética o filosofía política.
Antes del siglo XX, la filosofía africana era discutida y transmitida sobre todo oralmente, como ideas de filósofos cuyos nombres se han olvidado. La historia intelectual de África se centraba en sus orígenes en el folclore, los proverbios y las ideas religiosas, pero estos incluían también conceptos filosóficos como el de Ubuntu. Este, a menudo condensado en la frase «soy porque somos», enfatiza la relación de los individuos dentro de una comunidad. Contrasta con el individualismo occidental, priorizando los valores comunitarios y el bienestar del grupo sobre el del individuo. Recuerda al fenómeno más amplio del comunalismo tradicional a lo largo del continente.
Hay diferentes usos de la filosofía africana por diferentes filósofos. Aunque la filosofía contribuyen al enriquecimiento de la filosofía en las disciplinas clásicas, como la metafísica, la epistemología, la ética y la filosofía política, existe un debate recurrente sobre la naturaleza de la propia filosofía africana. El pensamiento africano procedente de tradiciones orales como la yoruba o la bantú es objeto de estudios modernos de etnofilosofía, que reconstruyen las representaciones del mundo de estos pueblos utilizando los términos y métodos de la etnología.
Sin embargo, en las últimas décadas han surgido historiadores de la filosofía africana, como Théophile Obenga, Grégoire Biyogo y Hubert Mono Ndjana, han puesto sobre la mesa algunas tradiciones eruditas que permiten identificar tres o cuatro grandes periodos que marcaron el desarrollo del pensamiento en África, ya sea filosófico, teológico, moral o jurídico. La Alta Antigüedad estuvo marcada por la temprana invención de la escritura en Egipto. La Antigüedad tardía y el Periodo intermedio están ligados a la penetración del cristianismo en África del norte y Etiopía, seguida del islam en el Magreb y el África subsahariana. La filosofía moderna y contemporánea procede del contacto con Europa y de la creciente influencia del pensamiento occidental moderno en el mundo africano, así como de los esfuerzos de este mundo por asimilar y criticar esta modernidad.

## Problemas de delimitación
Como ocurre con otros enfoques territoriales en filosofía, la noción de «Filosofía africana» en singular puede ocultar la heterogeneidad y diversidad del pensamiento desarrollado en el continente. El término se emplea a menudo como un marcador de identidad o cultura, más que como una delimitación estrictamente geográfica.  
Por ejemplo, Lucius Outlaw clasifica todas las obras que analizan los escritos de filósofos africanos dentro del campo de la filosofía africana, mientras que Paulin Hountondji vincula a los escritores antillanos Aimé Césaire y Frantz Fanon con dicha tradición. Si bien la inclusión de la diáspora puede justificarse por la historia fragmentada del continente, en algunos casos el enfoque adoptado recurre de forma más o menos explícita al color de la piel como criterio de pertenencia, como ocurre en La philosophie négro-africaine de Jean-Godefroy Bidima.  
En esta obra, Bidima excluye las interacciones y aportaciones procedentes de la civilización islámica, a diferencia de autores como Souleymane Bachir Diagne, que sí las incorporan.